# Petite Ceinture du 13e
Pour les articles homonymes, voir Petite ceinture.
La Petite Ceinture du 13e est un espace vert situé dans la ZAC Gare de Rungis, sur l'emprise de l'ancienne ligne de Petite Ceinture dans le 13e arrondissement de Paris, en France. 
Cette section fait partie du jardin de la Poterne-des-Peupliers.

## Situation et accès

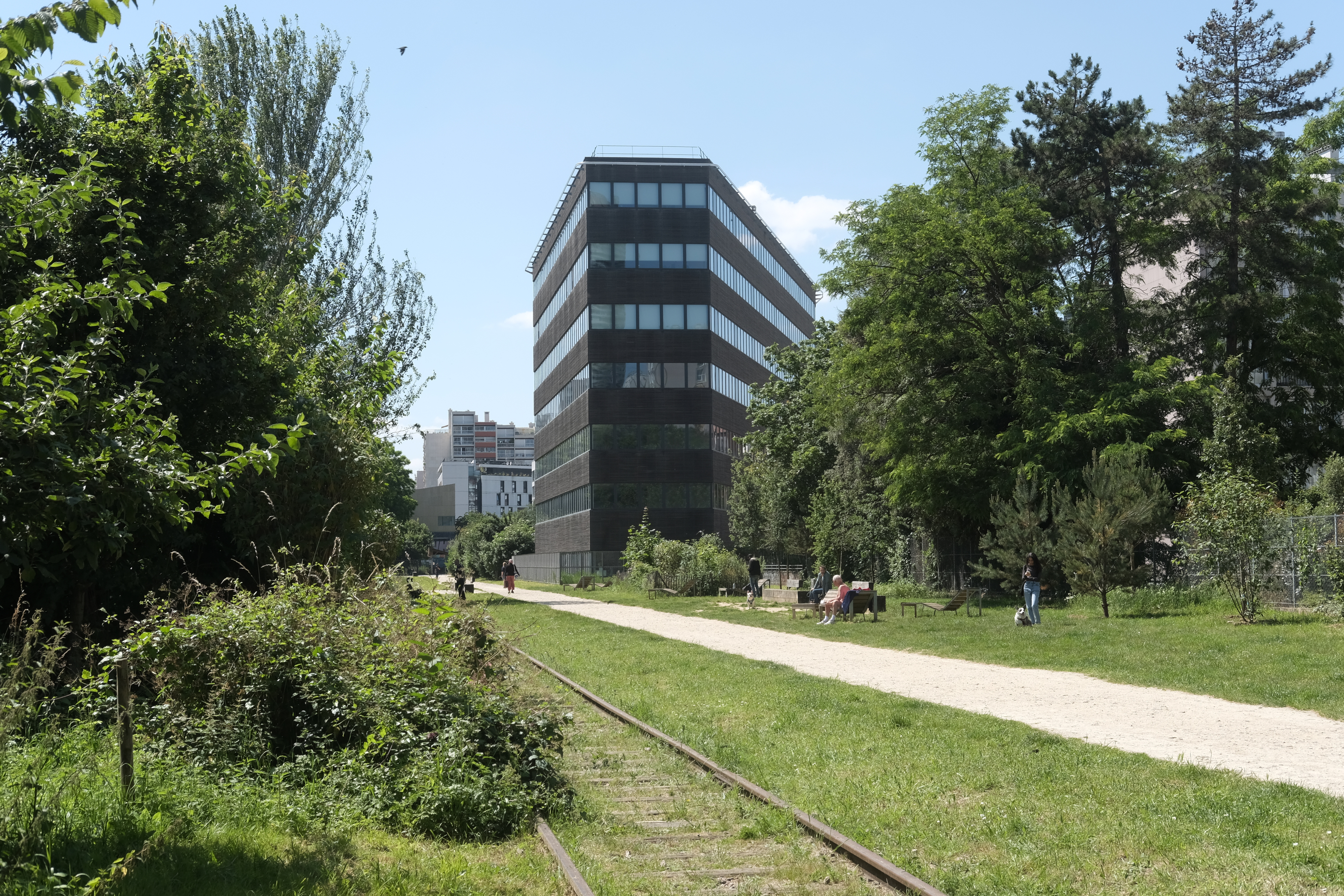
La Petite Ceinture du 13e dans le jardin de la Poterne-des-Peupliers.

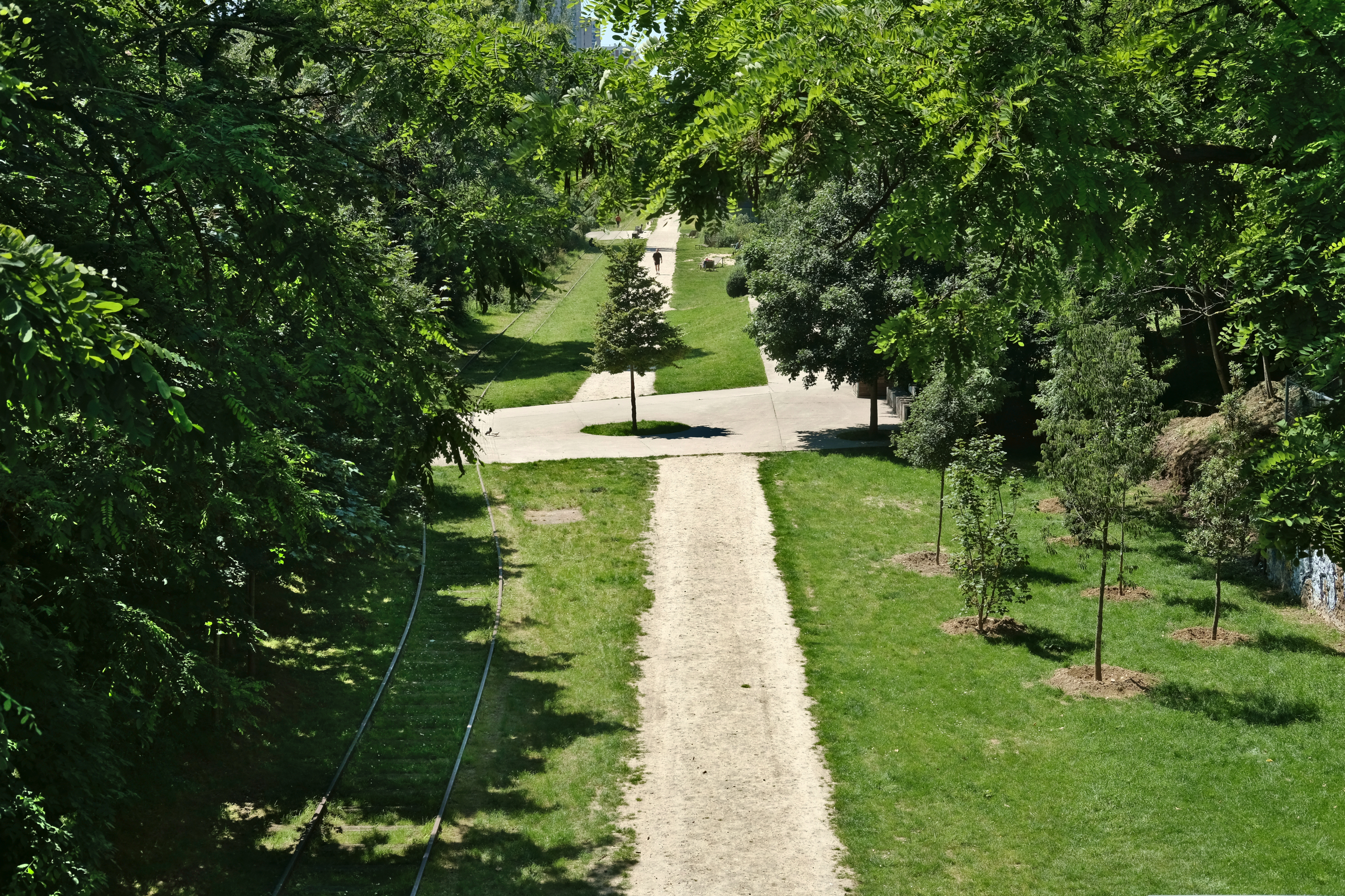
La Petite Ceinture du 13e vue depuis la rue Damesme en 2024.

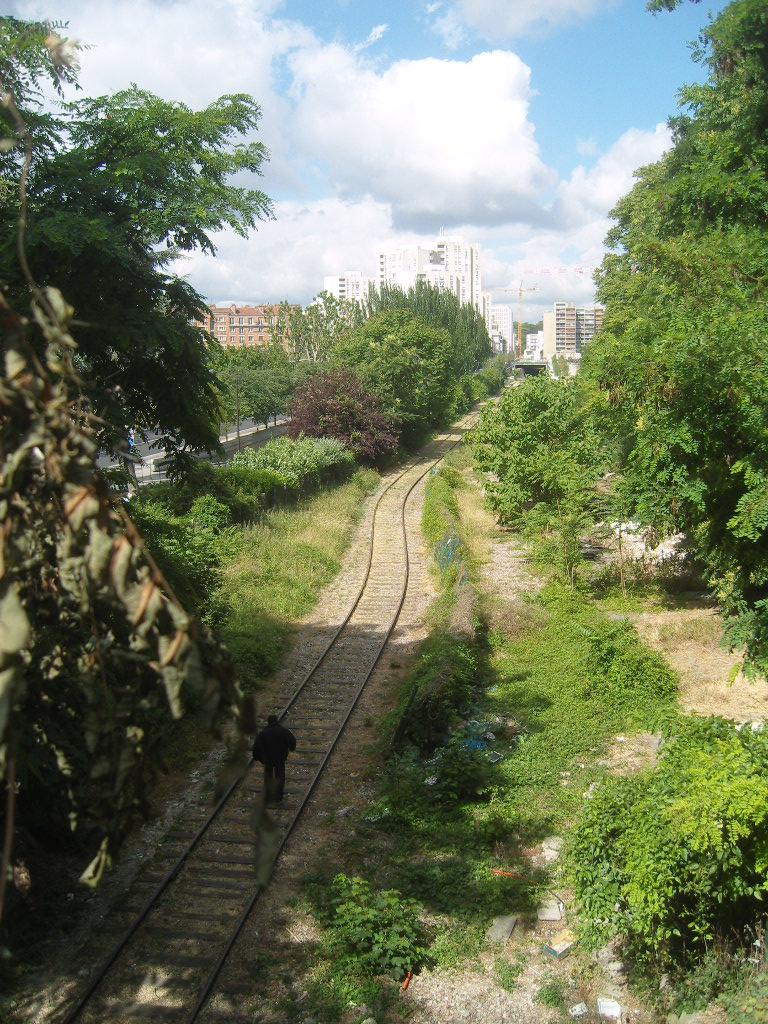
L'ancienne voie de la Petite Ceinture, au même endroit, en 2011.

Ce parc linéaire, d'environ 500 m de long et d'un hectare de superficie, démarre au niveau du Jardin Charles-Trenet, près de la place de Rungis, et traverse la Poterne des Peupliers ainsi que la rue Damesme pour déboucher ensuite sur la rue du Moulin-de-la-Pointe en face du Jardin du Moulin-de-la-Pointe - Paul Quilès. Cette nouvelle voie facilite l’accès des riverains au tramway T3.
Ces 12 234 m2 ont pour effet de valoriser le patrimoine ferroviaire parisien, qui est le fil conducteur du paysage, permettant de découvrir de nouveaux points de vue sur la ville.
Le projet comporte en outre un espace de détente avec pelouse où ont lieu des animations pour enfants. La préservation de la faune et de la flore locales participent au renforcement de ce couloir écologique dans lequel une prairie sèche et des massifs arbustifs sont également implantés, ce qui a nécessité l’abattage de plusieurs dizaines d'arbres morts ou dépérissants et la plantation de plus d'une centaine de nouveaux specimens.

## Historique
Le tronçon a été aménagé au cours du second semestre 2015. Il est le troisième à être ouvert après la Petite Ceinture du 16e et la Petite Ceinture du 15e. Il est ouvert au public depuis janvier 2016.